# Job Hartmann von Enenkel
Job Hartmann von Enenkel (* 14. September 1576 in Heinrichschlag, Oberösterreich; † 9. Februar 1627 in Wien) war ein österreichischer Genealoge und Historiker.
Job Hartmann Freiherr von Enenkel (auch Ennenkl) entstammte der evangelischen Adelsfamilie Enenkel von Albrechtsberg an der Pielach in Niederösterreich, deren letzter Vertreter er war. Er studierte an der Universität Jena und wurde dann Beamter der Landstände in Linz und Wien und niederösterreichischer Regimentsrat. 
Der humanistische Gelehrte Enenkel legte genealogische Sammlungen an und sicherte Geschichtsquellen, die heute in den ober- und niederösterreichischen Landesarchiven aufbewahrt werden. Er edierte als Erster das Werk des Wiener Dichters Jans Enikel aus dem 13. Jahrhundert, den er irrtümlich für einen seiner Vorfahren hielt.
Sein Bruder Georg Achatz von Enenkel war Historiker.